# رباط زامح (النادرة)

تعديل مصدري - تعديل

رباط زامح هي إحدى قرى عزلة مالك بمديرية النادرة التابعة لمحافظة إب، بلغ تعداد سكانها 439 نسمة حسب تعداد اليمن لعام 2004.